# Brotherhood of the Snake
Brotherhood of the Snake ist das elfte Studioalbum der Bay-Area-Thrash-Metal-Band Testament. Es erschien am 28. Oktober 2016 bei Nuclear Blast.

## Entstehung und Stil
Das Album wurde vom 27. April bis zum 8. Juli 2016 in den Trident Studios in Pacheco, den Deer Creek Studio in Nevada City und dem Spin Studio in New York City aufgenommen und von Eric Peterson und Chuck Billy produziert. Juan Urteaga war Toningenieur, und Andy Sneap mischte und masterte das Album. Es ist seit First Strike Still Deadly aus dem Jahr 2001 das erste Album mit Steve DiGiorgio am E-Bass und die mittlerweile fünfte Kollaboration mit Andy Sneap, der alle Platten seit The Gathering (1999) gemixt hat und Dark Roots of Earth (2012) produzierte. Das Album umfasst zehn Titel und erschien als CD im Digipak und Vinyl. Brotherhood of the Snake orientiert sich am harten Thrash-Metal des Vorgängers.

## Titelliste
Nachfolgend werden Titelnummer, Titel, Texter, Komponist(en) und Länge genannt:
1. Brotherhood of the Snake – Chuck Billy, Eric Peterson – Peterson – 4:14
2. The Pale King – Billy – Peterson – 4:51
3. Stronghold – Billy – Peterson – 4:00
4. Seven Seals – Billy – Peterson – 5:38
5. Born in a Rut – Billy – Peterson – 4:57
6. Centuries of Suffering – Billy – Peterson – 3:34
7. Black Jack – Billy – Peterson – 4:21
8. Neptune's Spear – Billy – Peterson, Alex Skolnick – 5:27
9. Canna-Business – Billy – Peterson, Skolnick – 3:47
10. The Number Game – Billy – Peterson – 4:38

## Rezeption

### Rezensionen
Sebastian Kessler urteilte im Musikmagazin Metal Hammer: „[...] Wie seine Vorgänger qualifiziert sich Brotherhood of the Snake umgehend als moderner Klassiker. Testament bleiben Testament (erst recht in der aktuellen Besetzung mit Skolnick, Hoglan und DiGiorgio) – doch so viel Diversität hört man nicht alle Tage![...]“
Das Online-Magazin Metal.de befand: „[...] Altersmüdigkeit ist den Herren um Ausnahmefrontmann Chuck Billy offensichtlich fremd. Der  wiederum singt immer noch wie ein Gott. Egal ob aggressives Shouting oder melodiöser Gesang. Billy steckt auch mit 54 Lenzen jeden Nachwuchs-Schreihals mit links in die Tasche.“
Olaf Schmidt schrieb für das Online-Magazin laut.de: „[...] Testaments neue Liedersammlung fügt sich nahtlos in die starken Veröffentlichungen dieses Jahres ein und liefert einfach ab. Kein einziger Ausfall, Chuck Billy in bester Verfassung und kreativ bestens aufgelegte Musiker machen Brotherhood Of The Snake zu einer sehr überzeugenden Scheibe.“

### Charts und Chartplatzierungen
Das Album stieg auf Platz 20 der Billboard-Charts ein, was es in den USA zum am zweithöchsten gecharteten Testament-Album hinter Dark Roots of Earth macht, das vier Jahre zuvor auf Platz zwölf einstieg.
| ChartsChartplatzierungen       | Höchstplatzierung | Wochen |
| ------------------------------ | ----------------- | ------ |
| Deutschland (GfK)              | 11 (3 Wo.)        | 3      |
| Österreich (Ö3)                | 23 (1 Wo.)        | 1      |
| Schweiz (IFPI)                 | 16 (3 Wo.)        | 3      |
| Vereinigtes Königreich (OCC)   | 43 (1 Wo.)        | 1      |
| Vereinigte Staaten (Billboard) | 20 (2 Wo.)        | 2      |